# Sparus aurata
L'orata (Sparus aurata Linnaeus, 1758) è un pesce osseo di mare e di acque salmastre, appartenente alla famiglia Sparidae.

Il nome deriva dalla caratteristica striscia di color oro che il pesce mostra fra gli occhi.

## Denominazioni dialettali italiane e in lingue minoritarie
L'orata è conosciuta, nelle varie regioni e aree dello stato italiano, con termini diversi a seconda dei dialetti e lingue minoritarie:
| Regione        | Denominazione                                                |
| -------------- | ------------------------------------------------------------ |
| Liguria        | Oggià, Ouè, Oà                                               |
| Puglia         | Bandicedde, Bannicella                                       |
| Sardegna       | Carina, Cannina, Canina de stanni, Caniotu (= piccola orata) |
| Sicilia        | Sau-vidicchiu                                                |
| Toscana        | Orata                                                        |
| Veneto         | Orada de la corona                                           |
| Venezia Giulia | Orada                                                        |

## Distribuzione e habitat
L'orata è presente in tutto il bacino del Mediterraneo e nell'Atlantico orientale, dall'estremo sud delle isole Britanniche a Capo Verde. È un pesce strettamente costiero e vive tra i 5 e i 150 m dalla costa; frequenta sia fondali duri che sabbiosi, è particolarmente diffusa al confine fra i due substrati. Normalmente conduce una vita solitaria o a piccoli gruppi. È una specie molto eurialina, tanto che si può frequentemente rinvenire in lagune ed estuari, ma è estremamente sensibile alle basse temperature. È molto comune nei mari italiani.

## Descrizione
Si distingue per avere il profilo del capo assai convesso e la mandibola leggermente più breve della mascella superiore. Sulla parte anteriore di ciascuna mascella sono presenti 4-6 grossi denti caniniformi, seguiti da 3-5 serie di denti molariformi superiori e 3-69 inferiori.

Il corpo è ovale elevato e depresso. La pinna dorsale è unica con 11 raggi spinosi e 12-13 molli. Sono assenti le scaglie sul muso, sul preorbitale e sull'interorbitale. La linea laterale include 75-85 squame. Il dorso è grigio azzurrognolo ed i fianchi argentei con sottili linee grigie longitudinali. Una banda nera e una dorata sono interposte fra gli occhi. La regione scapolare è nera, questo colore continua sulla parte superiore dell'opercolo, il cui margine è rossastro. La pinna dorsale è grigio azzurrognola, con una fascia mediana longitudinale più scura.

La lunghezza massima dell'orata è 70 cm, ma la più comune è tra i 20 e 50 cm; può raggiungere un peso di 10 kg circa.

## Riproduzione
Le orate sono ermafrodite proterandriche: la maggior parte degli individui subisce l'inversione sessuale all'età di 2 anni (33–40 cm di lunghezza). La riproduzione (con più cicli di ovodeposizione) avviene tra ottobre e dicembre.

## Alimentazione
L'alimentazione in natura consiste prevalentemente di molluschi e crostacei di cui sminuzza il guscio con le forti mascelle.

## Pesca e allevamento
L'orata è oggetto di pesca sportiva e commerciale su tutte le coste mediterranee. In crescita è l'allevamento in acquacoltura, importante voce dell'economia di molte località costiere lungo tutta la costa europea mediterranea. In Italia particolarmente rinomato è l'allevamento (in vasca a terra come in gabbie in mare) nelle lagune adriatiche e lungo le coste toscane soprattutto nella Laguna di Orbetello e nella zona di Capalbio e Ansedonia.
Le orate pescate presentano carni più magre di quelle d'allevamento (dovuto alla minor possibilità di muoversi e alla maggior quantità disponibile di cibo di queste ultime); segnalato anche un maggior contenuto di acidi grassi essenziali.
La pesca con la canna (la più diffusa) viene effettuata soprattutto in zone di costa bassa e sabbiosa con la tecnica del surf casting ma, data la frequenza e l'adattabilità della specie, anche in località di foce o dove siano presenti coste rocciose non troppo alte. La pesca consiste nel proporre al pesce l'esca locale (di solito si usano le cozze con guscio o crostacei ed anellidi marini) facendola arrivare sul fondo. Il terminale è molto semplice e deve essere molto lungo (circa 1,5/2 metri) in modo da non far insospettire il pesce e ad avvertire bene le toccate. L'orata è infatti un pesce molto sospettoso ed ha l'abitudine di girare l'esca tra le labbra più volte prima di ingoiarla, è quindi importante non ferrare subito la canna ma aspettare l'abboccata (la punta della canna si fletterà di più rispetto alle mangiate precedenti). L'esca ideale (come detto) è la cozza locale ma talvolta anche il granchietto di sabbia e di scoglio può essere molto produttivo. Negli ultimi anni si sono diffusi come esche alcuni "vermi" marini quali il bibi, l'arenicola, l'americano o il coreano, con risultati spesso ottimi anche se con esemplari di misura ridotta. L'amo da utilizzarsi deve essere di misura abbastanza grande e molto robusto per non soccombere sotto la poderosa dentatura del pesce. L'esca d'eccellenza per cercare di catturare un'orata di media/grande dimensione è il granchio di sabbia, innescato talvolta con 2 ami. Molto produttivo è anche l'innesco di un piccolo cefalopode (seppia o calamaro), soprattutto in condizioni di mare mosso.
Anche nella pesca subacquea, l'orata è oggetto d'interesse, è una delle prede più ambite dei fondali marini, particolarmente vulnerabile quando è intenta ad alimentarsi, può esser catturata con la tecnica dell'agguato e dell'aspetto. Nella pesca nel bassofondo è importante la cura del mimetismo del pescatore subacqueo, spesso esemplari di taglia interessante sono in compagnia di saraghi, salpe, notoriamente più piccole. Un indicatore della presenza di orate sono i resti di cozze frantumate o di ricci. Negli allevamenti di cozze la presenza di orate è diffusa in quanto possono trovare alimentazione costante. Nel nord Adriatico la presenza di questi sparidi è consistente in laguna di Venezia, sono presenti inoltre lungo le dighe frangiflutti e sulle barriere artificiali delle bocche di porto. È molto sensibile alla temperatura dell'acqua, che quando scende sotto i 16-18° le porta a migrare in zone anche di qualche grado superiore e a maggior profondità.

## Gastronomia
È un pesce dalle carni molto pregiate, prive o quasi di lische, è paragonabile al branzino. Può essere cotto intero al forno, al sale, farcito, alla griglia o in court-bouillon, ma può anche essere sfilettato e cotto a filetti.. Nel tipo di preparazione che s'intende fare, molto importante è la pezzatura, 4-500 gr. in padella, 700–2 kg al forno o al sale, oltre i 2 kg alla griglia, o sfilettandola preparando il carpaccio crudo. E abbastanza semplice distinguere il pesce d'allevamento rispetto a quello selvaggio pescato, dalla colorazione che risulta più vivace, con sfumature rosate negli esemplari pescati .